# Janina Nowotnowa
Janina Nowotnowa z domu Vimpeller (ur. 7 sierpnia 1881 w Tarnowie, zm. 27 lipca 1963 w Krakowie) − polska malarka i graficzka.

## Życiorys
Była córką Romana Vimpellera, nauczyciela pełniącego wówczas funkcję dyrektora Męskiego Seminarium Nauczycielskiego w Tarnowie i Marii Dundaczew. Wkrótce cała rodzina przeprowadziła się do Krakowa, gdzie Roman Vimpeller otrzymał posadę dyrektora Żeńskiego Seminarium Nauczycielskiego. Po ukończeniu szkoły średniej Janina rozpoczęła naukę w klasie fortepianu krakowskiego Konserwatorium Muzycznego. Jednocześnie pobierała prywatne lekcje rysunku i malarstwa. Przez krótki okres chodziła na Wyższe Kursy dla Kobiet im. Adriana Baranieckiego. Musiała jednak przerwać naukę:

(…) przerysowałam coś dwa modele i... zaręczyłam się. Zatem koniec ze studiami, bo całe moje otoczenie z narzeczonym na czele uważało, że do małżeństwa studia malarskie nie są wskazane, a ja zakochana po uszy ustąpiłam. Nie umieli zrozumieć i uwzględnić, że kto się urodzi artystą, nie ma siły, która powstrzymałaby go od wypowiedzenia się (...). Gdy dzieci troszkę podrosły, starałam się pracować regularnie, bodaj godzinę na dzień (...) [ale] wszelkie próby podjęcia regularnych studiów (...) upadły ze względu na różne obowiązki (…)

W 1902 roku wyszła za mąż za Juliana Nowotnego i przeniosła się do Lwowa. Związała się z tamtejszym środowiskiem malarskim, należała do Związku Artystek Malarek i Związku Lwowskich Artystów Grafików. Zajmowała się malarstwem olejnym i akwarelowym oraz, jako graficzka, drzeworytem, linorytem, suchorytem, mezzotintą i akwatintą. W technice drzeworytu wykonała między innymi ilustracje do Powsinogów beskidzkich Emila Zegadłowicza.
Okres II wojny światowej spędziła na wsi w okolicach Biecza, po jej zakończeniu zamieszkała w Krakowie. Pozostała aktywna artystycznie, należała do Związku Polskich Artystów Plastyków i Towarzystwa Artystów Grafików w Krakowie, wystawiała między innymi w galerii Towarzystwa Przyjaciół Sztuk Pięknych i warszawskiej Zachęcie. Zmarła w 1963 roku i została pochowana na cmentarzu Rakowickim.
Jej prace znajdują się między innymi w Muzeach Narodowych w Warszawie, Krakowie i Wrocławiu, wrocławskim Ossolineum, bibliotekach Uniwersytetu Mikołaja Kopernika i Katolickiego Uniwersytetu Lubelskiego.